# Pavel Ponomarjov
Pavel Ponomarjov (russisk:  Павел Пономарёв) (født 30. januar 1980) er en russisk skuespiller og sanger bosat i Estland, bedst kendt for hans rolle i den dansk/svenske film Lilya 4-ever af Lukas Moodysson. Pavel blev født i Sankt Petersborg, Rusland men emigrerede kort tid efter til Estland med sine forældre. Hans skuespillerkarriere startede med musikalerne Les Misérables ("De elendige") og Miss Saigon opsat af Georg Malvius i Tallinn.
Pavel er uddannet på Georg Ots-musikkonservatoriet, hvor han studerede pop-jazz sang. Han har siden 2002 været forsanger i den estiske rockabilly-gruppe Wild Ones. 

## Filmografi
2002 – Lilja 4-ever af Lukas Moodysson.